# Montgai
Montgai là một đô thị trong tỉnh Lleida, cộng đồng tự trị Cataluña Tây Ban Nha. Đô thị Montgai có diện tích là 28,92 ki-lô-mét vuông, dân số năm 2009 là 718 người với mật độ 24,83 người/km². Đô thị Montgai có cự ly km so với tỉnh lỵ Lleida.